# Randbøl Hede
Randbøl Hede er et stort hedeområde 8 km sydøst for Billund, på grænsen mellem Vejle- og  Billund Kommuner. Den er med et areal på 750 hektar også Danmarks største indlandshede. Heden ligger på meget sandet jord, der består af flyvesand, men med en tunge af ferskvandsgrus der kommer ind på heden fra sydøst. På hedens nordvestlige del strækker sig den omkring 1 km lange klitrække Staldbakkerne, hvis højeste punkt Stoltenbjerg hæver sig 17 m over den ellers næsten pańdekageflade hede. Heden var tidligere domineret af dværgbuske, men en stor del af området har i dag udviklet sig til at være mere med græsser og blåtop. Ved Frederikshåbvej, der krydser hedens østlige ende ligger oplevelsescenteret Naturrum Kirstinelyst der åbnede i 2013 :

## Kulturhistorie
Der er spor af tidligere tiders aktivitet på heden og  i plantagerne rundt omkring, f.eks. ses det dele af heden har været under plov i perioder. I 1750'erne ankom tyske indvandrere for at opdyrke den. De bosatte sig i landsbyer med navne som Frederikshåb, Frederiksnåde og Moltkenberg, opkaldt efter Frederik 5. og hans rådgiver på hededyrkningsområdet grev A.G. Moltke. Man kan også finde spor skyttegrave fra 2. verdenskrig, hvor tyskerne brugte området som øvelsesplads mm. i forbindelse med den nærliggende  Fliegerhorst Vejle (senere Flyvestation Vandel, men nu nedlagt).

## Naturbeskyttelse
Randbøl Hede  er en del af Natura 2000 -område nr. 82 Randbøl Hede og klitter i Frederikshåb Plantage, er  fuglebeskyttelsesområde og er fredet af flere omgange. Den første fredning fra 1932 med  tilføjelser i 1936 og 1952. Fredningen er en tilstandsfredning med det formål at bevare heden som en stor hede af national betydning..
Området rummer en varieret flora og fauna med  flere sjældne og truede arter.

## Eksterne kilder og henvisninger
1. ↑  "Naturrum Kirstinelyst". Arkiveret fra originalen 22. februar 2021. Hentet 21. maj 2016.
2. ↑  Om fredningen på fredninger.dk

- Wikimedia Commons har flere filer relateret til Randbøl Hede
- Naturguide
- Folder med kort
- Om naturplanen (Webside ikke længere tilgængelig) på Naturstyrelsens websider

55°40′10.75″N 9°9′50.75″Ø / 55.6696528°N 9.1640972°Ø